# Carlos Dadant
Carlos Dadant Nació el 22 de mayo de 1817 en Vauxsous Aubigny (Alto Marne), Francia, siendo su padre el médico del lugar. Después de estudiar en el colegio de Langres, se dedicó a los negocios; pero repetidos fracasos le decidieron, en 1863, a partir para los Estados Unidos, estableciéndose en Hamilton, en el estado de Illinois.
En su juventud había demostrado marcada afición por las abejas y estudiado las Nuevas Observaciones de Francisco Huber y el Manual de Lombard, que había encontrado en la biblioteca de su padre; pero fracasaron las varias tentativas que hizo en diversas épocas de su juventud para crearse un colmenar. Una vez la inundación producida por una tromba hizo perecer su colonia; otra vez un vecino, a cuya mujer e hijo habían picado las abejas, derribó sus colmenas un día en que nevaba.
Llegado a América, y teniendo que buscarse un modo de vivir para él y los suyos, decidió hacerse apicultor. Su antigua pasión le impelía a ello y tenía fe en los resultados que daría la cría razonable de las abejas; pero le faltaba madera para alojar sus colonias conforme a los nuevos métodos. Dadant, como Bernardo de Palissy, quién quemaba sus muebles para alimentar su horno de alfarero,  se sirvió del techo de su granero para fabricar las primeras colmenas de cuadros.
Buen golpe de vista tuvo al escoger la apicultura, porque esta industria dio en sus manos magníficos resultados. Llegó a ser uno de los apicultores más afamados del mundo, no sin haber tenido que entregarse a numerosas experiencias y vencer toda serie de dificultades. Así, por ejemplo, habiéndose convencido de la superioridad de las abejas italianas sobre la raza común importada por los primeros colonizadores norteamericanos, Dadant hizo en 1872 un viaje a Italia para adquirir reinas, y fracasó en un principio por completo. Tentado estuvo a renunciar a la importación; pero su perseverancia debía ser por fin recompensada, y a él se deben las primeras reglas para el transporte de reinas a grandes distancias, operación corriente en la actualidad.
Más tarde se asoció con su hijo C.P. Dadant, para la fabricación de cera estampada, continuando a la par la dirección de varios grandes colmenares consagrados exclusivamente a la producción de miel extraída.
Habiendo adquirido consumada experiencia en apicultura, resolvió hacer partícipes de ella a los demás y hacer populares los métodos que tan buenos resultados le daban. En 1874 publicó un excelente tratado, el Pequeño curso de Apicultura; después se dedicó a escribir, siempre con absoluto desinterés, en varios periódicos de América y de Europa, tales como el American Bee Journal, L 'Apiculteur, de Paris, el Journal des Fermes et des Chàteaux y Lápicoltore de Milán. Fue colaborador de la Revista Internacional durante veinticuatro años, siendo inagotable la complacencia la hora de tratar los asuntos a incorporar a la revista.
Sus métodos y la colmena que recomendaba se han adoptado en muchos países.
Dadant era un hombre de trato agradable y dotado de mucha filosofía, y su buen humor, que conservó hasta su muerte, resistió a todos los contratiempos.
Murió el 16 de julio de 1902 a la edad de ochenta y cinco años.